# Carretera de la Coma
La Carretera de la Coma és una pista rural recentment (2009) asfaltada del terme municipal de Monistrol de Calders, a la comarca del Moianès.
Arrenca del Collet, al poble mateix de Monistrol de Calders, des d'on surt cap al nord deixant a la dreta els Pins del Feliu, i seguint a grans trets de forma paral·lela pel costat de llevant a la Golarda. Al cap de poc de deixar enrere el poble, troba a llevant de la carretera el Cementiri Municipal i a ponent, el Camp del Collet i tota una sèrie d'instal·lacions que no entraren mai en funcionament de l'empresa de jardineria que s'establí en aquest lloc. Deixa a ponent el Camp de Cardona i la resclosa de la Païssa, travessa el torrent de Colljovà, que procedeix del nord-est, i en l'inici de la pujada del Trull troba l'arrencada, cap al nord-oest, del Camí del Trull.
Després d'un tram de pujada, forta en alguns moments, arriba a Coll Girant, on hi havia les instal·lacions de tria i serra de la veïna Pedrera de Coll Girant, que queda damunt i al nord-est. Poc després, en un lloc on la carretera ha guanyat una notable alçada damunt de la Golarda, deixa a ponent, i a sota, els impressionants Gorgs Blaus. La carretera va fent girades, tot el seu recorregut, per tal d'adaptar-se al terreny accidentat que travessa, i, deixant a llevant la Baga de la Coma, travessa la Golarda. Des d'aquest lloc segueix de forma paral·lela a llevant el curs del torrent de la Baga Cerdana. Després d'una pujada on deixa sota i a ponent la Font Fresca, arriba a la Coma, deixant, just en arribar-hi, l'Estació de la Coma a llevant.